# Liste der Monuments historiques in Annepont
Die Liste der Monuments historiques in Annepont führt die Monuments historiques in der französischen Gemeinde Annepont auf.

## Liste der Bauwerke
| Bezeichnung           | Beschreibung                               | Standort | Kennzeichnung | Schutzstatus | Datum | Bild           |
| --------------------- | ------------------------------------------ | -------- | ------------- | ------------ | ----- | -------------- |
| Kirche St-André       | Erbaut im 12. Jahrhundert                  | (Lage)   | PA00104592    | Classé       | 1907  | weitere Bilder |
| Logis de Maine-Moreau | Ruinen eines Herrenhauses, 17. Jahrhundert | (Lage)   | PA00104593    | Inscrit      | 1949  | weitere Bilder |

## Liste der Objekte

### Kirche St-André
| Bezeichnung                              | Beschreibung                     | Standort | Kennzeichnung | Schutzstatus | Datum | Bild |
| ---------------------------------------- | -------------------------------- | -------- | ------------- | ------------ | ----- | ---- |
| Grabplatte mit Inschrift für Jean Mallet | Stein, 1689                      | (Lage)   | PM17001330    | Inscrit      | 1983  |      |
| Skulptur Madonna mit Kind                | Holz, vergoldet, 18. Jahrhundert | (Lage)   | PM17001329    | Inscrit      | 1983  |      |